# Deniss Rakeļs
Deniss Rakeļs (Jēkabpils, 20 agosto 1992) è un calciatore lettone, attaccante del Zagłębie Sosnowiec.

## Carriera

### Club
Cominciò giovanissimo in 1. Līga con la seconda squadra del Metalurgs. Il 4 luglio 2009, quando ancora non aveva compiuto 17 anni, esordì in con la prima squadra in Virslīga entrando ad inizio ripresa in un incontro di campionato contro il Blāzma. Pochi giorni dopo esordì nelle coppe europee, giocando un incontro valido per la qualificazione all'Europa League contro la Dinamo Tbilisi. Nel mese successivo, pochi giorni prima di compiere 17 anni, siglò la sua prima rete in Virslīga contro il Daugava/RFS. Divenne in breve titolare e il 26 settembre siglò addirittura una tripletta contro il Tranzit. Disputò in tutto 14 partite nella stagione 2009, segnando 9 reti (frutto tra l'altro di un'altra tripletta), contribuendo alla conquista del campionato.
Le prestazioni di Rakeļs attirarono l'attenzione di vari club europei: tra il 2009 e il 2010 fece provini con Sampdoria, Basilea e Werder Brema. Rakeļs rimase comunque al Metalurgs, vincendo il titolo di capocannoniere, pari merito con Nathan Júnior; debuttò inoltre in Champions League, disputando il secondo turno di qualificazione alla UEFA Champions League 2010-2011 contro lo Sparta Praga.
A gennaio del 2011, dopo vari provini e l'interessamento del Rubin Kazan, si trasferì in Polonia, allo Zaglebie. in Ekstraklasa, però non trovò spazio, giocando appena 4 spezzoni di partita, senza segnare reti. In estate fu quindi ceduto in prestito al GKS Katowice, squadra militante in I liga.
Nell'estate 2013, dopo due stagioni in prestito al GKS, torna allo Zaglebie, dove rimane, però, solo sei mesi: a gennaio 2014, infatti, si trasferisce al KS Cracovia. Con la squadra di Cracovia rimane esattamente due anni: nel gennaio 2016, infatti, comincia l'avventura in Inghilterra, nel Reading, squadra militante in seconda serie. Col club inglese non trovò grande spazio, specialmente nella seconda stagione quando disputò appena due incontri di campionato.
Per questo motivo trascorse in prestito l'intera stagione 2017-2018: curiosamente i prestiti furono due, entrambi in club della massima serie polacca; da luglio a gennaio ha giocato col Lech Poznań, da gennaio a giugno nuovamente col KS Cracovia.
Finita l'esperienza inglese e i successivi prestiti polacchi, si trasferì a titolo definitivo al Riga FC, tornando dopo otto anni in patria; con il club della capitale vinse sia il campionato che la coppa nazionale.

### Nazionale
Ha giocato con l'Under-16, Under-17 ed Under-19 lettoni.
Quando ancora non era ancora diciottenne fu convocato per la Coppa del Baltico nel 2010, giocando entrambe le partite con la nazionale: il 18 giugno contro la Lituania, entrando al 75' al posto di Andrejs Perepļotkins, il giorno dopo contro l'Estonia, giocando titolare, prima di essere sostituito da Genādijs Soloņicins.
In seguito gioca stabilmente con l'Under-21, esordendo contro la Slovacchia e segnando contro il Kazakistan l'unica rete messa a segno dalla sua nazionale nelle Qualificazioni al campionato europeo di calcio Under-21 2013.
Ha segnato il suo primo gol con la maglia della nazionale maggiore il 15 novembre 2018, nel corso della gara contro il Kazakistan valida per la Nations League.

## Statistiche

### Cronologia presenze e reti in nazionale
| Cronologia completa delle presenze e delle reti in nazionale ― Lettonia | Cronologia completa delle presenze e delle reti in nazionale ― Lettonia | Cronologia completa delle presenze e delle reti in nazionale ― Lettonia | Cronologia completa delle presenze e delle reti in nazionale ― Lettonia | Cronologia completa delle presenze e delle reti in nazionale ― Lettonia | Cronologia completa delle presenze e delle reti in nazionale ― Lettonia | Cronologia completa delle presenze e delle reti in nazionale ― Lettonia | Cronologia completa delle presenze e delle reti in nazionale ― Lettonia |
| Data                                                                    | Città                                                                   | In casa                                                                 | Risultato                                                               | Ospiti                                                                  | Competizione                                                            | Reti                                                                    | Note                                                                    |
| ----------------------------------------------------------------------- | ----------------------------------------------------------------------- | ----------------------------------------------------------------------- | ----------------------------------------------------------------------- | ----------------------------------------------------------------------- | ----------------------------------------------------------------------- | ----------------------------------------------------------------------- | ----------------------------------------------------------------------- |
| 18-6-2010                                                               | Kaunas                                                                  | Lituania                                                                | 0 – 0                                                                   | Lettonia                                                                | Coppa del Baltico 2010                                                  | -                                                                       | 75’                                                                     |
| 19-6-2010                                                               | Kaunas                                                                  | Estonia                                                                 | 0 – 0                                                                   | Lettonia                                                                | Coppa del Baltico 2010                                                  | -                                                                       | 56’                                                                     |
| 14-8-2013                                                               | Tallinn                                                                 | Estonia                                                                 | 1 – 1                                                                   | Lettonia                                                                | Amichevole                                                              | -                                                                       | 59’                                                                     |
| 10-9-2013                                                               | Atene                                                                   | Grecia                                                                  | 1 – 0                                                                   | Lettonia                                                                | Qual. Mondiali 2014                                                     | -                                                                       | 79’                                                                     |
| 11-10-2013                                                              | Vilnius                                                                 | Lituania                                                                | 2 – 0                                                                   | Lettonia                                                                | Qual. Mondiali 2014                                                     | -                                                                       | 66’                                                                     |
| 13-10-2014                                                              | Riga                                                                    | Lettonia                                                                | 1 – 1                                                                   | Turchia                                                                 | Qual. Euro 2016                                                         | -                                                                       | 80’                                                                     |
| 28-3-2015                                                               | Praga                                                                   | Rep. Ceca                                                               | 1 – 1                                                                   | Lettonia                                                                | Qual. Euro 2016                                                         | -                                                                       |                                                                         |
| 31-3-2015                                                               | Leopoli                                                                 | Ucraina                                                                 | 1 – 1                                                                   | Lettonia                                                                | Amichevole                                                              | -                                                                       |                                                                         |
| 12-6-2015                                                               | Riga                                                                    | Lettonia                                                                | 0 – 2                                                                   | Paesi Bassi                                                             | Qual. Euro 2016                                                         | -                                                                       | 80’                                                                     |
| 3-9-2015                                                                | Konya                                                                   | Turchia                                                                 | 1 – 1                                                                   | Lettonia                                                                | Qual. Euro 2016                                                         | -                                                                       |                                                                         |
| 6-9-2015                                                                | Riga                                                                    | Lettonia                                                                | 1 – 2                                                                   | Rep. Ceca                                                               | Qual. Euro 2016                                                         | -                                                                       |                                                                         |
| 10-10-2015                                                              | Reykjavík                                                               | Islanda                                                                 | 2 – 2                                                                   | Lettonia                                                                | Qual. Euro 2016                                                         | -                                                                       |                                                                         |
| 13-10-2015                                                              | Riga                                                                    | Lettonia                                                                | 0 – 1                                                                   | Kazakistan                                                              | Qual. Euro 2016                                                         | -                                                                       |                                                                         |
| 13-11-2015                                                              | Belfast                                                                 | Irlanda del Nord                                                        | 1 – 0                                                                   | Lettonia                                                                | Amichevole                                                              | -                                                                       | 85’                                                                     |
| 25-3-2017                                                               | Ginevra                                                                 | Svizzera                                                                | 1 – 0                                                                   | Lettonia                                                                | Qual. Mondiali 2018                                                     | -                                                                       | 69’                                                                     |
| 28-3-2017                                                               | Tbilisi                                                                 | Georgia                                                                 | 5 – 0                                                                   | Lettonia                                                                | Amichevole                                                              | -                                                                       | 46’                                                                     |
| 9-6-2017                                                                | Riga                                                                    | Lettonia                                                                | 0 – 3                                                                   | Portogallo                                                              | Qual. Mondiali 2018                                                     | -                                                                       | 69’                                                                     |
| 31-8-2017                                                               | Ginevra                                                                 | Ungheria                                                                | 3 – 1                                                                   | Lettonia                                                                | Qual. Mondiali 2018                                                     | -                                                                       | 72’                                                                     |
| 3-9-2017                                                                | Riga                                                                    | Lettonia                                                                | 0 – 3                                                                   | Svizzera                                                                | Qual. Mondiali 2018                                                     | -                                                                       | 68’                                                                     |
| 13-11-2017                                                              | Kosovska Mitrovica                                                      | Kosovo                                                                  | 4 – 3                                                                   | Lettonia                                                                | Amichevole                                                              | -                                                                       | 82’                                                                     |
| 6-9-2018                                                                | Riga                                                                    | Lettonia                                                                | 0 – 0                                                                   | Andorra                                                                 | UEFA Nations League 2018-2019 - 1º turno                                | -                                                                       |                                                                         |
| 9-9-2018                                                                | Tbilisi                                                                 | Georgia                                                                 | 1 – 0                                                                   | Lettonia                                                                | UEFA Nations League 2018-2019 - 1º turno                                | -                                                                       | 80’                                                                     |
| 13-10-2018                                                              | Riga                                                                    | Lettonia                                                                | 1 – 1                                                                   | Kazakistan                                                              | UEFA Nations League 2018-2019 - 1º turno                                | -                                                                       |                                                                         |
| 16-10-2018                                                              | Riga                                                                    | Lettonia                                                                | 0 – 3                                                                   | Georgia                                                                 | UEFA Nations League 2018-2019 - 1º turno                                | -                                                                       |                                                                         |
| 15-11-2018                                                              | Astana                                                                  | Kazakistan                                                              | 1 – 1                                                                   | Lettonia                                                                | UEFA Nations League 2018-2019 - 1º turno                                | 1                                                                       |                                                                         |
| 19-11-2018                                                              | Andorra la Vella                                                        | Andorra                                                                 | 0 – 0                                                                   | Lettonia                                                                | UEFA Nations League 2018-2019 - 1º turno                                | -                                                                       |                                                                         |
| 21-3-2019                                                               | Skopje                                                                  | Macedonia del Nord                                                      | 3 – 1                                                                   | Lettonia                                                                | Qual. Euro 2020                                                         | -                                                                       |                                                                         |
| 24-3-2019                                                               | Varsavia                                                                | Polonia                                                                 | 2 – 0                                                                   | Lettonia                                                                | Qual. Euro 2020                                                         | -                                                                       |                                                                         |
| 8-6-2019                                                                | Riga                                                                    | Lettonia                                                                | 0 – 3                                                                   | Israele                                                                 | Qual. Euro 2020                                                         | -                                                                       |                                                                         |
| 10-6-2019                                                               | Riga                                                                    | Lettonia                                                                | 0 – 5                                                                   | Slovenia                                                                | Qual. Euro 2020                                                         | -                                                                       | 78’                                                                     |
| 10-10-2019                                                              | Riga                                                                    | Lettonia                                                                | 0 – 3                                                                   | Polonia                                                                 | Qual. Euro 2020                                                         | -                                                                       | 72’                                                                     |
| Totale                                                                  |                                                                         | Presenze                                                                | 31                                                                      |                                                                         | Reti                                                                    | 1                                                                       |                                                                         |

| Cronologia completa delle presenze e delle reti in nazionale ― Lettonia under 21 | Cronologia completa delle presenze e delle reti in nazionale ― Lettonia under 21 | Cronologia completa delle presenze e delle reti in nazionale ― Lettonia under 21 | Cronologia completa delle presenze e delle reti in nazionale ― Lettonia under 21 | Cronologia completa delle presenze e delle reti in nazionale ― Lettonia under 21 | Cronologia completa delle presenze e delle reti in nazionale ― Lettonia under 21 | Cronologia completa delle presenze e delle reti in nazionale ― Lettonia under 21 | Cronologia completa delle presenze e delle reti in nazionale ― Lettonia under 21 |
| Data                                                                             | Città                                                                            | In casa                                                                          | Risultato                                                                        | Ospiti                                                                           | Competizione                                                                     | Reti                                                                             | Note                                                                             |
| -------------------------------------------------------------------------------- | -------------------------------------------------------------------------------- | -------------------------------------------------------------------------------- | -------------------------------------------------------------------------------- | -------------------------------------------------------------------------------- | -------------------------------------------------------------------------------- | -------------------------------------------------------------------------------- | -------------------------------------------------------------------------------- |
| 3-6-2011                                                                         | Zlaté Moravce                                                                    | Slovacchia under 21                                                              | 2 – 0                                                                            | Lettonia under 21                                                                | Qual. Europeo Under-21 2013                                                      | -                                                                                |                                                                                  |
| 2-9-2011                                                                         | Riga                                                                             | Lettonia under 21                                                                | 0 – 3                                                                            | Francia under 21                                                                 | Qual. Europeo Under-21 2013                                                      | -                                                                                |                                                                                  |
| 6-9-2012                                                                         | Mediaș                                                                           | Romania under 21                                                                 | 2 – 0                                                                            | Lettonia under 21                                                                | Qual. Europeo Under-21 2013                                                      | -                                                                                |                                                                                  |
| 11-10-2012                                                                       | Jelgava                                                                          | Lettonia under 21                                                                | 0 – 6                                                                            | Slovacchia under 21                                                              | Qual. Europeo Under-21 2013                                                      | -                                                                                |                                                                                  |
| 6-9-2012                                                                         | Jelgava                                                                          | Lettonia under 21                                                                | 1 – 1                                                                            | Kazakistan under 21                                                              | Qual. Europeo Under-21 2013                                                      | 1                                                                                |                                                                                  |
| 10-9-2012                                                                        | Riga                                                                             | Lettonia under 21                                                                | 0 – 4                                                                            | Romania under 21                                                                 | Qual. Europeo Under-21 2013                                                      | -                                                                                |                                                                                  |
| 15-10-2012                                                                       | Tallinn                                                                          | Estonia under 21                                                                 | 2 – 1                                                                            | Lettonia under 21                                                                | Amichevole                                                                       | 1                                                                                |                                                                                  |
| 26-3-2013                                                                        | Legionowo                                                                        | Polonia under 21                                                                 | 4 – 1                                                                            | Lettonia under 21                                                                | Amichevole                                                                       | -                                                                                |                                                                                  |
| Totale                                                                           |                                                                                  | Presenze                                                                         | 8                                                                                |                                                                                  | Reti                                                                             | 2                                                                                |                                                                                  |

## Palmarès

### Club
- Campionato lettone: 3

Metalurgs Liepāja: 2009
Riga FC: 2018
RFS Riga: 2021
- Coppa di Lettonia: 1

Riga FC: 2018

### Individuale
- Capocannoniere della Virslīga: 1

2010 (18 reti)